# لين رود
لين رود (بالإنجليزية: Len Rohde)‏ هو لاعب كرة قدم أمريكية أمريكي، ولد في 16 أبريل 1938 في بلاتين في الولايات المتحدة، وتوفي في 13 مايو 2017.

## وصلات خارجية
- لين رود على موقع مرجع كرة القدم المحترفة.كوم (الإنجليزية)